# Rosenberg (Arlon)
Pour les articles homonymes, voir Rosenberg.
Le Rosenberg (prononcé /ʁo.zən.bεʁg/, en luxembourgeois Rousebierg) est un hameau de Belgique situé dans la commune d'Arlon en province de Luxembourg et Région wallonne.

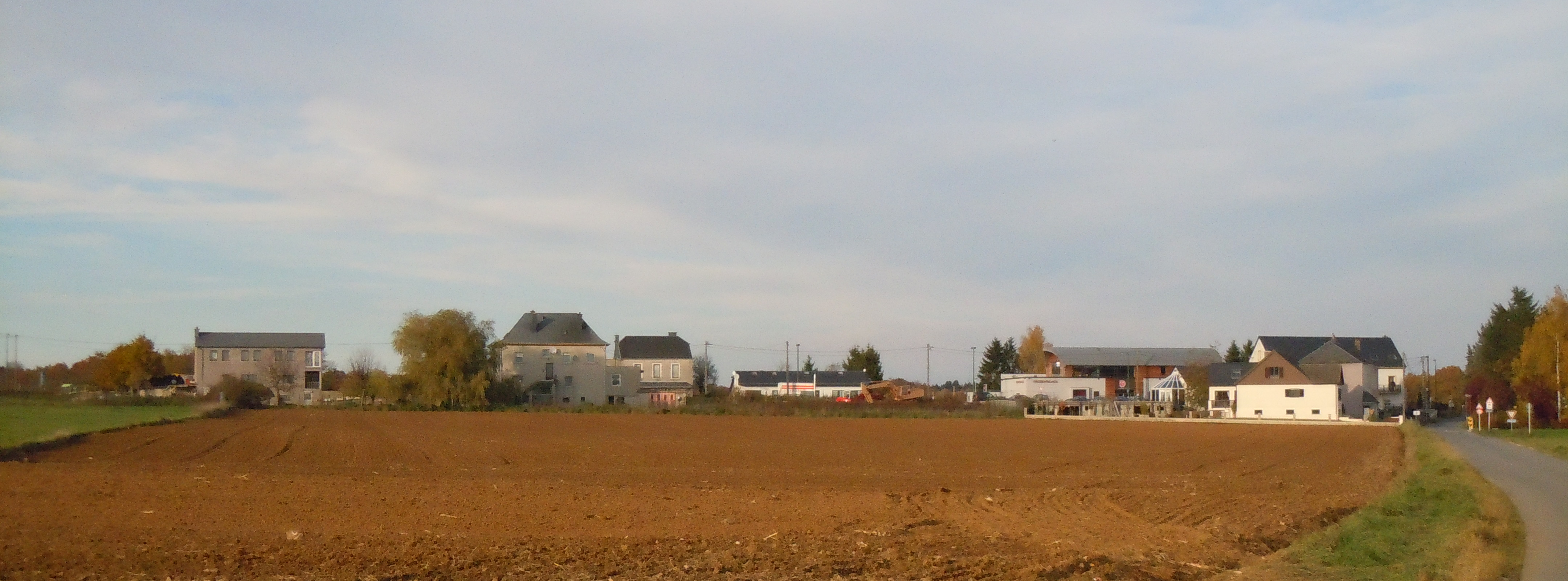
Vue du sud, depuis la route vers Sterpenich.

## Géographie
Le hameau se situe à l'extrême est de la commune, en bordure de la , de la frontière avec le Luxembourg et de la localité luxembourgeoise de Steinfort. Il se trouve également sur le passage de la voie de la Liberté.

## Démographie
Rosenberg compte 19 habitants au 31 décembre 2012.